# Армия империи Хань

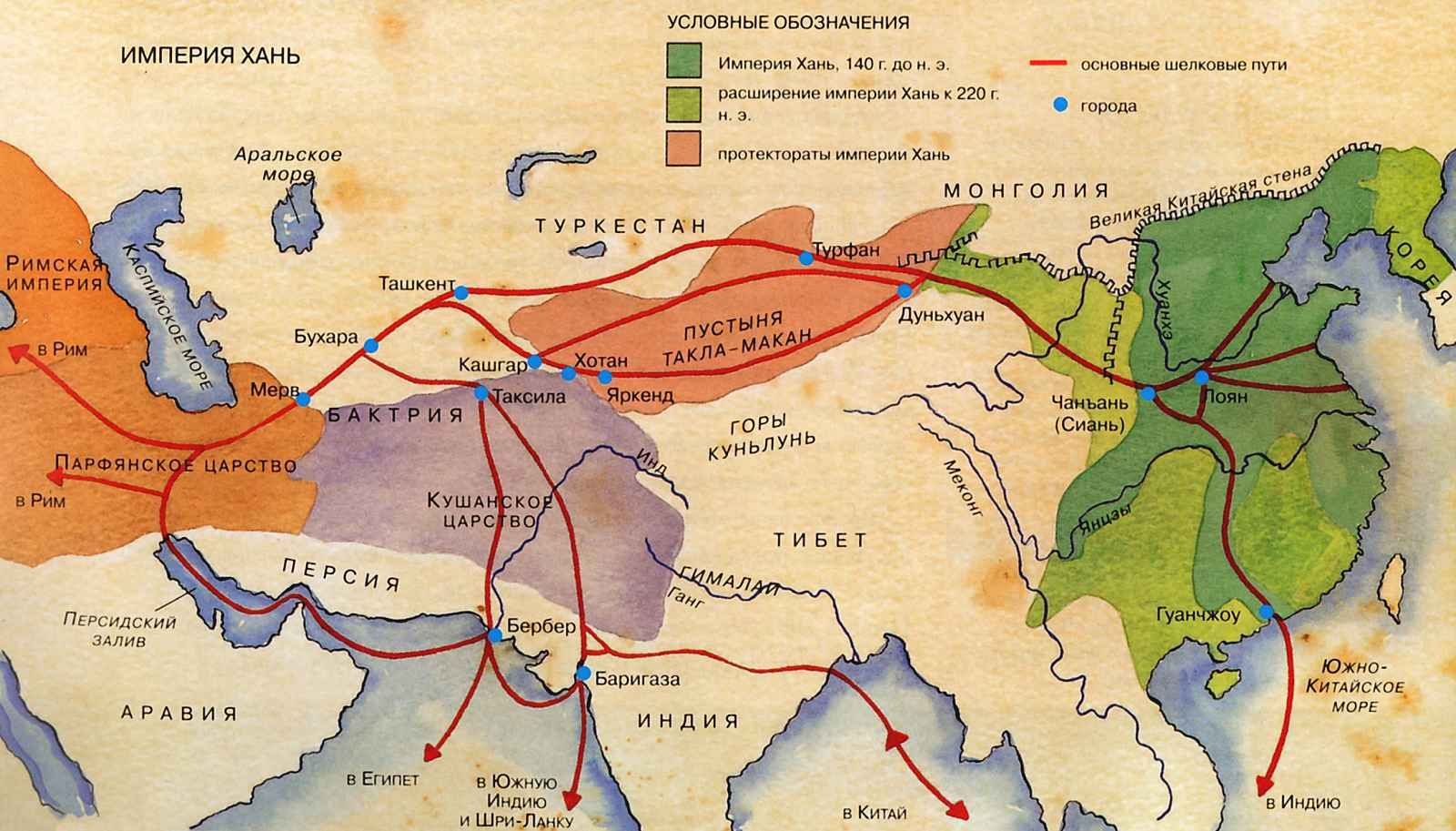
Империя Хань.

Армия империи Хань — военный аппарат китайской империи с 202 г. до н. э. по 220 год н. э.

## Организация

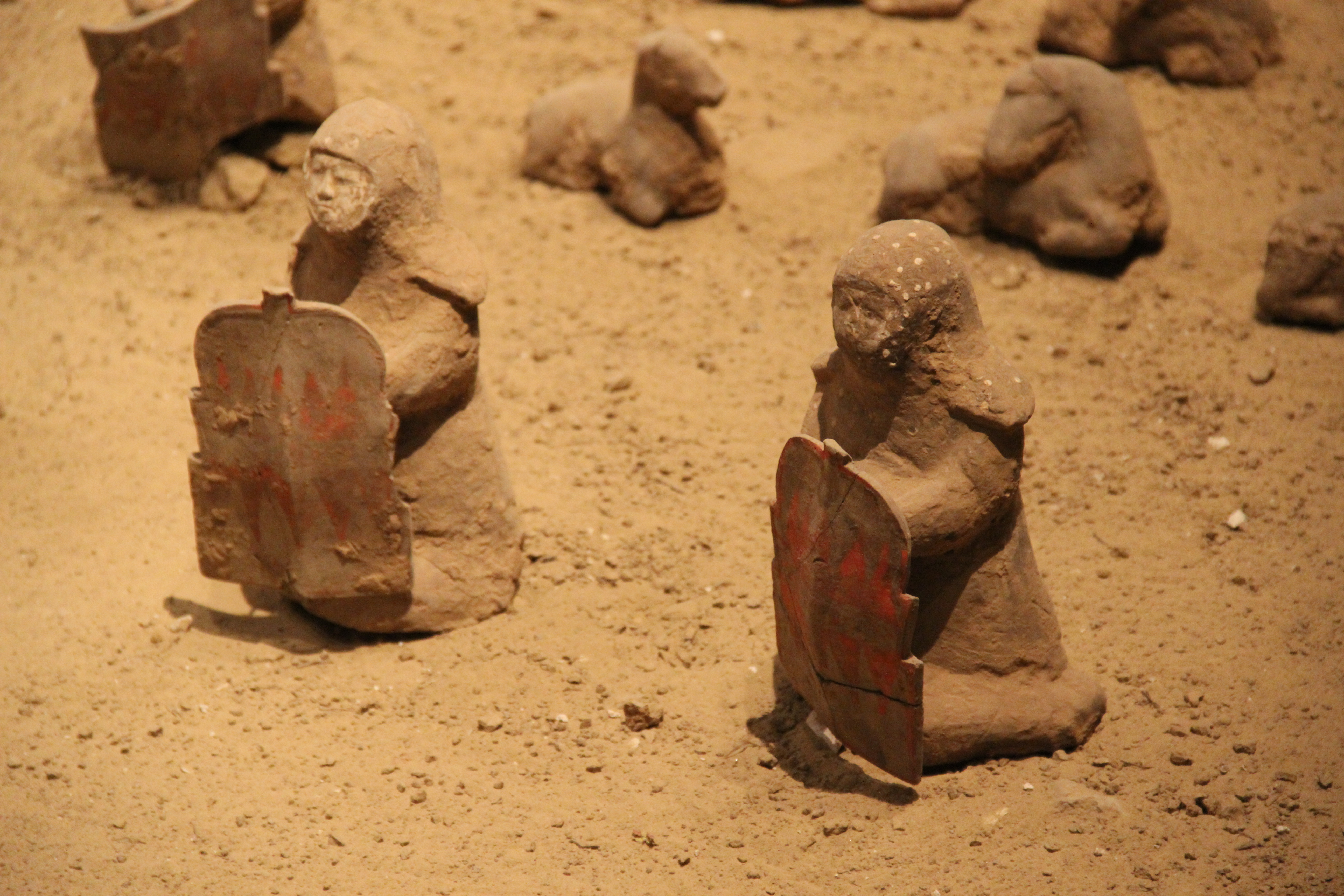
Щитоносцы.

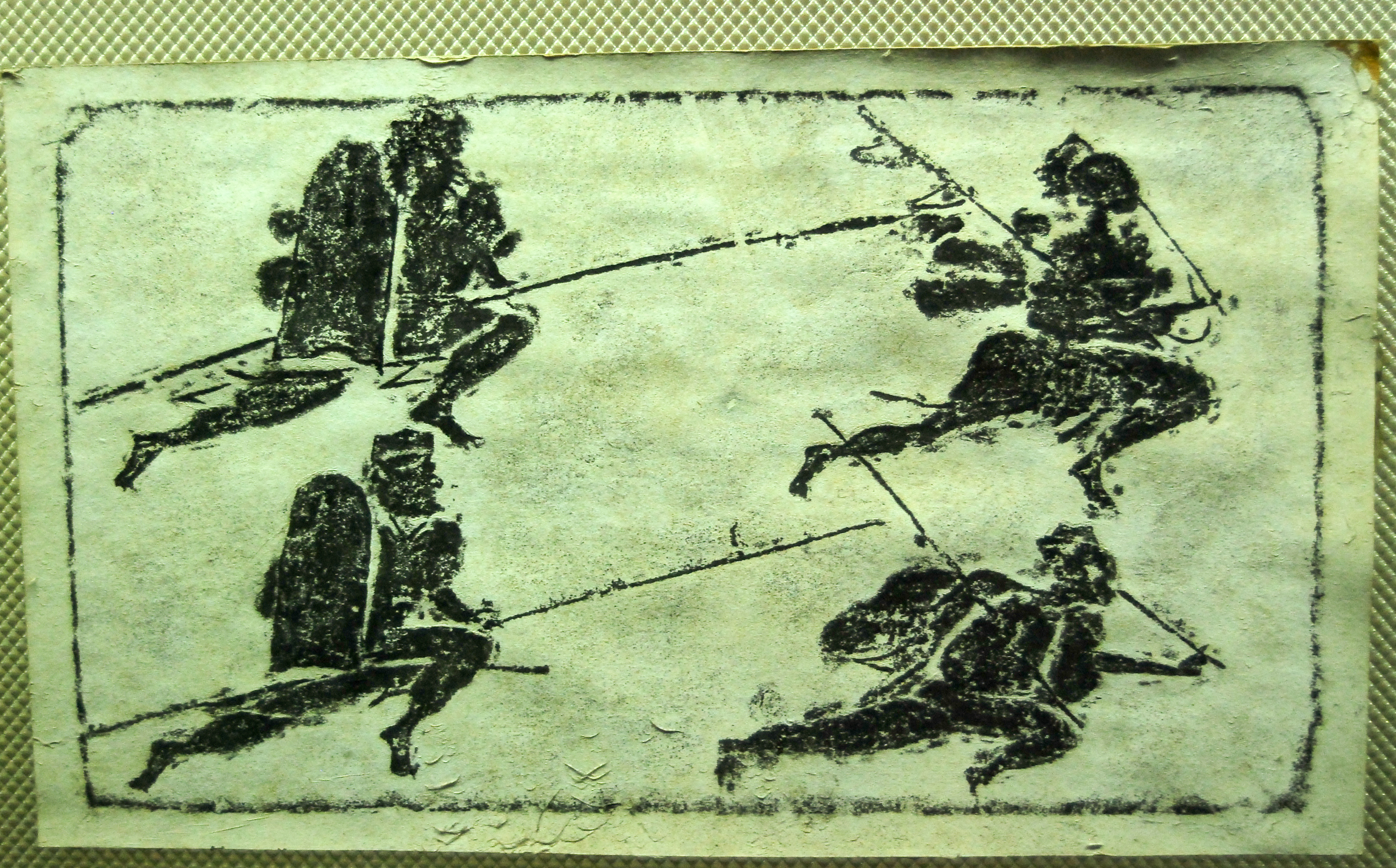
Щитоносцы эпохи поздней Хань/Троецарствия

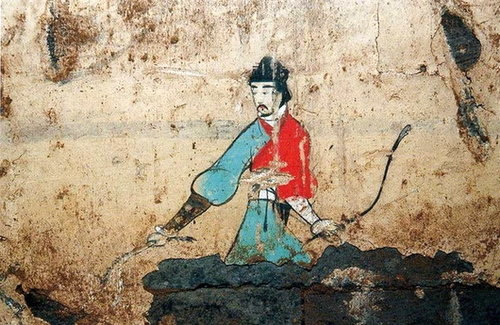
Лучник.

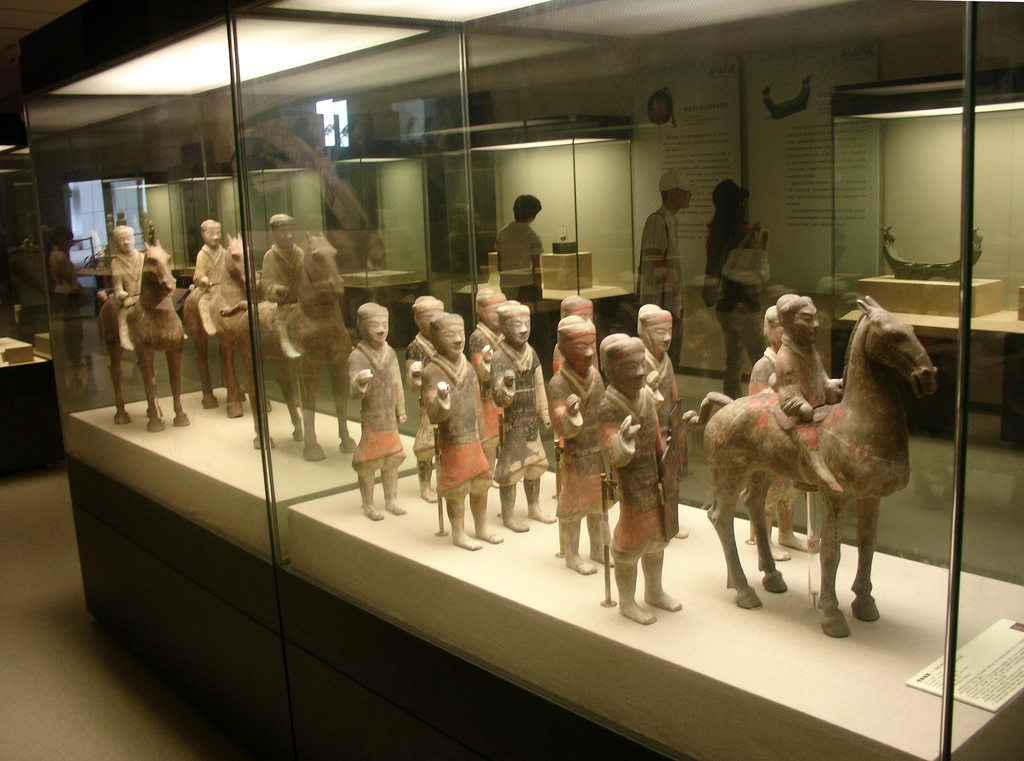
Солдаты Западной Хань.

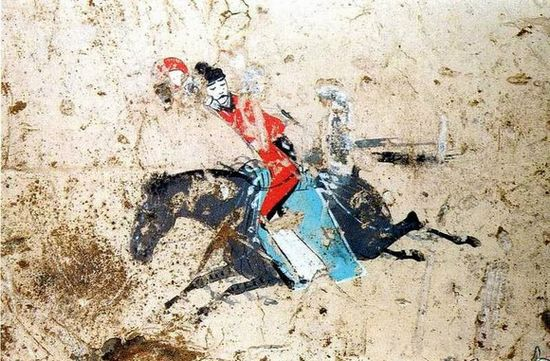
Кавалерист во время охоты.

### Рекрутирование и обучение
В начале правления династии Хань воинской службе подлежали простолюдины с 23 до 56 лет. После 155 г. до н. э. минимальный возраст призыва снизился до 20 лет, при императоре Чжао-ди (пр. 87-74 г. до н. э.) вырос до 23 лет, но потом вернулся к 20 годам. Некоторые осужденные могли по своему усмотрению заменить тюремное заключение службой на границе. Призывники тренировались в течение одного года, а затем служили ещё один год на границе, в одной из провинций или в столице в качестве гвардейцев. Относительно небольшое меньшинство из этих призывников также могло служить в кавалерийском подразделении на севере, которая в основном пополнялась из семей с более высоким статусом, или в морских силах на юге. Призывников обычно обучали выстраиваться в строй из пяти человек, но на поле боя могли применяться построения с глубиной до 10 человек. Внедрение ежедневных передовых методов также в значительной степени зависело от каждого отдельного командира. По истечении двух лет службы призывники были уволены. Во времена Западной Хань демобилизованные призывники все ещё могли быть призваны на обучение один раз в год, но эта практика была прекращена после 30 г. н. э.
Некоторые дворяне были освобождены от призыва в армию. Лица с четвёртым по восьмой разряды были не обязаны проходить службу по месту жительства, а лица с девятым разрядом и выше имели полное освобождение. В период Восточной Хань простым людям разрешалось заменять военную службу, уплачивая щитовые деньги.

### Профессиональная и полу-профессиональная армии
Гарнизонные войска и армии в провинциях и на приграничных территориях часто состояли из военных колонистов, которые служили в армии в обмен на земельный надел. Эта земля часто находилась на самой границе, и через её обработку действующими и отставными солдатами снабжала продовольствием армию и местное население. Разница между военными колониями и сельскохозяйственными колониями заключалась в том, что первые обеспечивали регулярную военную службу, а также зерно, тогда как последние давали только зерно и/или налоги.

Эффективность этих гарнизонов поддерживалась на высоком профессиональном уровне. Офицеры разрешали споры между военнослужащими, которые могли требовать взыскания долгов. В аккуратных комнатах компаний велись тщательные записи повседневной работы, которой были заняты мужчины; о подготовке, отправке и получении официальной почты; о регулярных испытаниях по стрельбе из лука, которым подвергались офицеры; а также отчеты инспекторов о состоянии работоспособности объектов и оборудования. Точное хронометрирование было особенностью службы, что можно увидеть, например, в записях графиков доставки почты; наблюдения за обычными сигналами; и прохождения лиц через пункты контроля. Точно так же вёлся тщательный учет официальных расходов и распределения предметов снабжения; выплаты стипендий офицерам или покупки таких товаров, как клей, смазка или ткань; о пайках зерна и соли, на которые имели право мужчины и их семьи; о получении мужчинами оборудования и одежды; а также об оборудовании, оружии и лошадях, переданных в ведение частей.— Twitchett & Michael Lowe
Во времена императора У-ди изначально призванные на военную службу люди с низкой репутацией и/или низкого экономического класса часто оставались в армии, чтобы повысить свой социальный и экономический статус. Это создало ещё один класс профессиональных или полупрофессиональных войск:

В долгосрочной исторической перспективе рост профессиональной армии под руководством У-ди изменил общественное восприятие солдата (и военных). В то время как офицеры и элита ханьских вооруженных сил стали влиятельной силовой группой в правительстве, в то же время значительная часть рядовых ханьских военнослужащих была «низшими элементами» ханьского общества. Например, в кампаниях 111, 104 и 97 г. до н.э. для выполнения различных функций были призваны в армию более 130 000 условно освобожденных осужденных и помилованных преступников, малолетних преступников, хулиганов и людей с плохой репутацией и нежелательным социальным положением. Понятно, что эти люди остались бы в армии после походов, если бы выжили, и стали «профессиональными» солдатами. Вместе с аналогичными элементами в других кампаниях, таких как завоевание Наньюэ и юго-запада в 112 г. до н. э. и Кореи в 109 г. до н. э., к 97 г. до н. э. армия Хань имела в своих профессиональных рядах не менее 150 000 таких солдат. И в источниках династии Хань нет никаких указаний на то, что армия когда-либо вернулась к чередующемуся призыву солдат из людей обычного социального положения (лян-минь); система призыва была заменена профессиональной армией. В любом случае 150 000 человек составляли значительный процент от постоянной армии ханьцев от 500 000 до 600 000 человек, а затем от 600 000 до 700 000, достаточно большой, чтобы изменить общее восприятие и образ ханьской армии среди населения. Теперь армия стала прибежищем для людей с низким социальным положением и других нежелательных элементов общества, а военная служба больше не была обязательной.— Chun-shu Chang
Северная армия была существовавшим с 180 г. до н. э. формальным профессиональным объединением полноценных солдат. Первоначально состояла из восьми полков и около 8000 солдат, но с 31 по 39 г. была реорганизована в меньшие силы из пяти полков общей численностью около 4200 солдат. Каждым из пяти полков командовал полковник: полковник гарнизонной кавалерии, полковник отборной кавалерии, полковник пехоты, полковник реки Чанг и полковник лучников. Капитан центра занимался инспектированием Северной армии и её лагерей.
В 138 г. до н. э. была создана Южная армия, состоявшая из ротировавшихся каждый год 6 тыс. солдат. По этой причине она не счиется профессиональным воинским соединением
В 188 г. из частных войск группы полевых военачальников в качестве противовеса Северной армии была создана Армия западного сада.
По словам Рафа де Креспиньи, общее количество [формально] профессиональных солдат в Восточной Хань, включая все более мелкие группы, составляло около 20 000 человек.
| Армия (軍 jun)               | Инспектор                                  | Командир                 | Полк (部 bu)                                   | Размер войск |
| ---------------------------- | ------------------------------------------ | ------------------------ | ---------------------------------------------- | ------------ |
| Северная армия (北軍 beijun) | Капитан центраr (北軍中候 beijun zhonghou) | Полковник (校尉 xiaowei) | Отборная кавалерия (越騎 yueji)                | 900          |
| Северная армия (北軍 beijun) | Капитан центраr (北軍中候 beijun zhonghou) | Полковник (校尉 xiaowei) | Гарнизонная кавалерия (屯騎 tunji)             | 900          |
| Северная армия (北軍 beijun) | Капитан центраr (北軍中候 beijun zhonghou) | Полковник (校尉 xiaowei) | Лучники, стреляющие по команде (射聲 shesheng) | 900          |
| Северная армия (北軍 beijun) | Капитан центраr (北軍中候 beijun zhonghou) | Полковник (校尉 xiaowei) | Пехота (步兵 bubing)                           | 900          |
| Северная армия (北軍 beijun) | Капитан центраr (北軍中候 beijun zhonghou) | Полковник (校尉 xiaowei) | Река Чанг (長水 changshui)                     | 900          |

| Титул                                                | Функция                                   | Размер войск                         |
| ---------------------------------------------------- | ----------------------------------------- | ------------------------------------ |
| Носитель позолоченной булавы (執金吾 zhijinwu)       | Столичная полиция                         | 2 тыс. всадников 1 тыс. алебардистов |
| Полковник городских врат (城門校尉 chengmen xiaowei) | Гарнизоны ворот                           | 2 тыс.                               |
| Быстрые как тигры (虎賁 huben)                       | Потомственная гвардия                     | 1,5 тыс.                             |
| Пернатый лес (羽林 yulin)                            | Рекруты из сыновей и внуков павших солдат | 1,7 тыс.                             |

### Офицеры
Ни в армиях Цинь, ни в Хань не было постоянных генералов или полевых командиров. Их выбирали из придворных чиновников на разовой основе и назначали по мере необходимости непосредственно указом императора. Иногда несколько генералов получали контроль над экспедиционными войсками, чтобы не дать одному генералу получить достаточную власть для организации восстания. Стипендии генерала были эквивалентны или немного ниже, чем у девяти министров, но в случае неудачи в военной кампании генерал мог подвергнутся и казни. Меньшие по размеру силы возглавлял полковник (сяовэй) 
| Генерал (將軍 jiangjun) | Генерал-лейтенант (偏將軍 pian jiangjun) Командант (都尉 duwei) | Полковник (校尉 xiaowei) | Майор (司馬 sima) | Капитан (軍候 junhou) | Начальник взвода (屯長 tunzhang) |

### Логистика и снабжение
По словам служившего в I в. до н. э. Чжао Чунго, отряду из 10 281 человека требовалось 27 363 ху зерна и 308 ху соли каждый месяц, а для перевозки требовался конвой из 1 500 телег. Один ху равен 19,968 литра, то есть каждому солдату требовалось в месяц 51,9 литров зерна и 0,6 литра соли. Другой документ из Гашун-Нура упоминает 3,2 ху, или 63,8 литра зерна.

### Упадок
Когда после 189 г. до н. э. власть императора обесценилась, военные губернаторы начали создавать войска на базе личных вассалов. Из-за хаоса периода Троецарствия необходимость в воинской повинности отпала, поскольку перемещенные лица добровольно записывались в армию по соображениям безопасности. Конец ханьской системы рекрутирования в конечном итоге привел к возникновению в начале правления династии Цзинь потомственного военного сословия.

Междоусобные конфликты, доминировавшие на китайской сцене в течение столетия после 180 г., преобразовали экономику и породили новые отношения между элитными семьями и сельским населением; они сильно ослабили, но не разрушили централизованную структуру имперского правительства. В то же время они стали свидетелями появления новых форм военной службы и военной организации. Самыми важными из этих изменений были создание зависимой наследственной военной касты, четко отличавшейся от населения в целом, растущая опора на кавалерийские силы некитайского, «варварского» происхождения и развитие командных структур, которые оставили колоссальные властные преимущества в руках местных и региональных военачальников. Все эти события сводились к отрицанию ранней военной системы Западной Хань, которая была основана на универсальном службе и временных специальных командных механизмах.— David Graff

## Вооружение

### Боевые колесницы и кавалерия

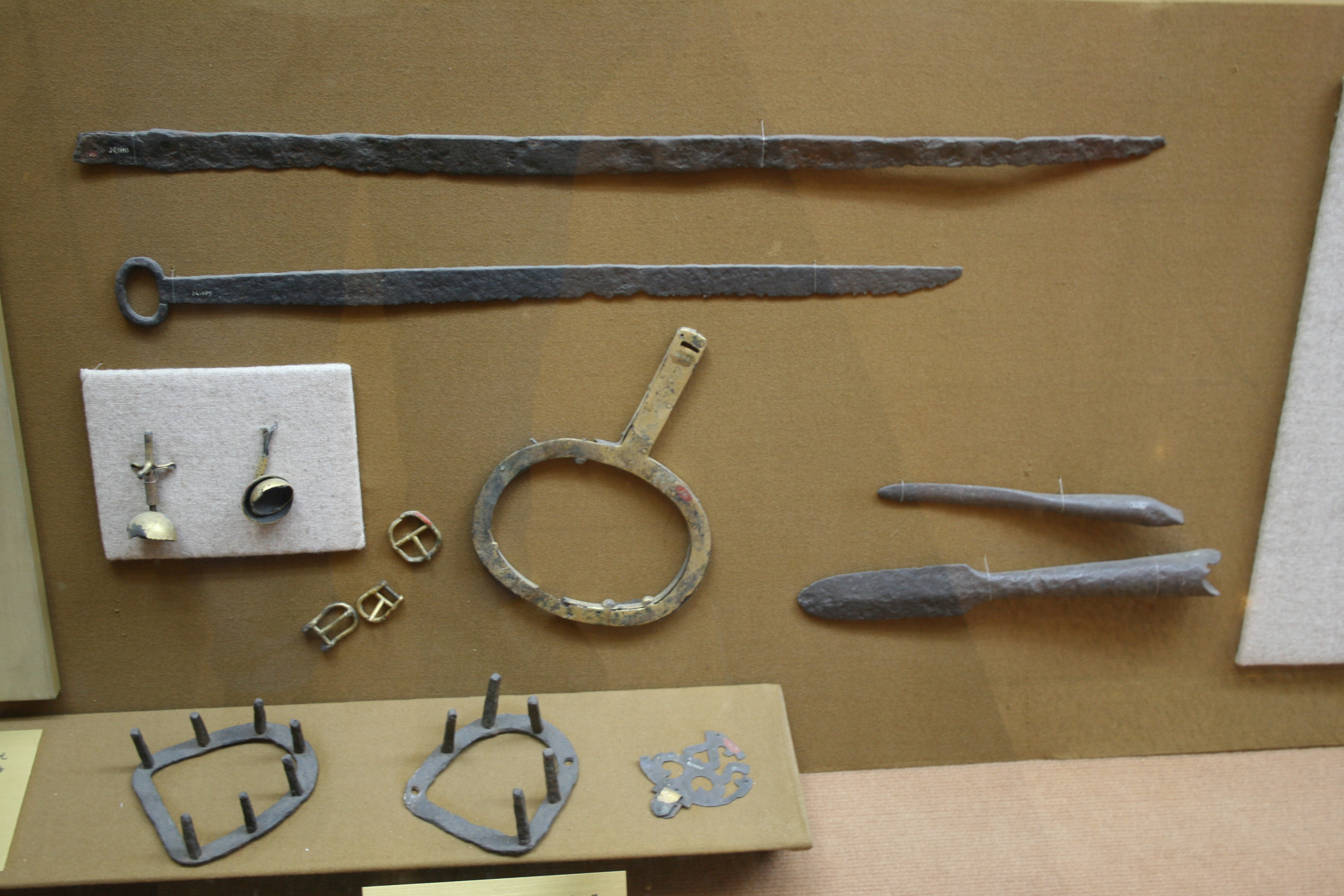
Вооружение кавалерии времён Хань.

Хотя колесница начала терять известность в конце периода сражающихся царств, она использовалась и в эпоху Хань вплоть до войны с хунну в 133 г. до н. э. Тогда она оказалась слишком медленной и неспособной догнать вражескую кавалерию. Однако спустя несколько десятилетий колесницы все ещё использовались в оборонительных целях.
Конные силы Хань были довольно ограничены в начале династии. Крупномасштабные программы коневодства существовали в северо-западных городах Китая Тяньшуй, Лунси, Аньдин, Бэйди, Шан и Сихэ. Император Вэнь-ди издал указ, что трое мужчин в возрасте могут быть освобождены от военной службы за каждую лошадь, посланную их семьей правительству. Цзин-ди (пр. 157—141 BC) создал 36 государственных пастбищ на северо-западе для разведения лошадей для использования в военных целях и послал 30 000 рабов для ухода за ними. К моменту прихода к власти У-ди в стадах было примерно 300 тыс. лошадей, при его правлении поголовье выросло до 450 тыс. Хотя династия Хань в период расцвета была способна выставить 300 тыс. всадников, но судя по всему была ограничена их огромным содержанием. Кавалерист в среднем обходился в 87 000 монет, не считая пайков, в то время как рядовой солдат стоил 10 000. Таким образом содержание вышеуказанной кавалерийской армии примерно в 2,18 раза превышало годовой доход империи.
Использовались одинарные хомуты, полноценные двойные хомуты появились при Цзинь.
| Чжао | Сражающиеся царства |     | Хань | Мин |
| ---- | ------------------- | --- | ---- | --- |
| 8 %  | 2 %                 | 6 % | 36 % | 3 % |

### Арбалеты

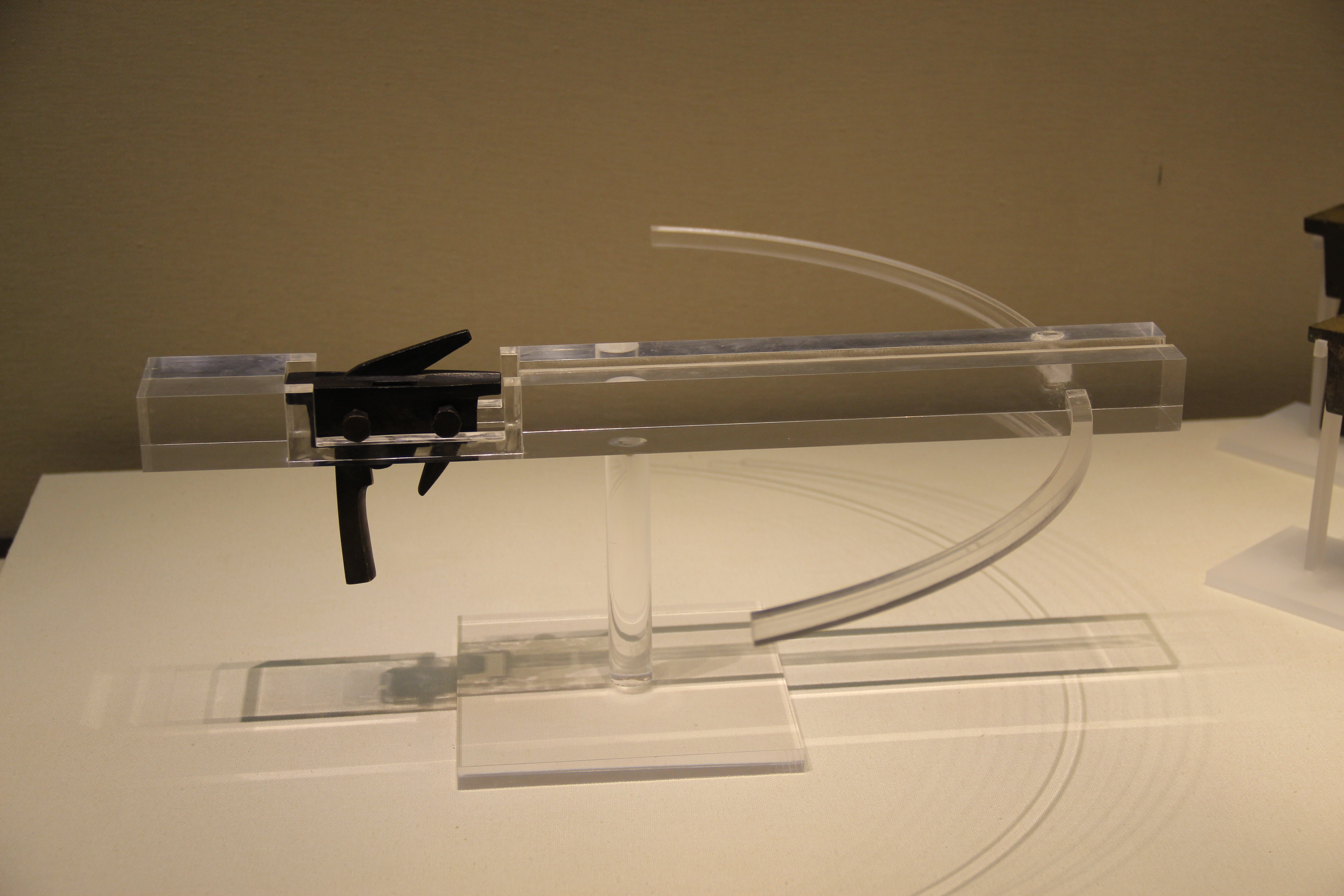
Реконструкция ханьского арбалета.

Из сохранившихся списков инвентаря в Ганьсу и Синьцзяне ясно, что Хань очень любила арбалеты. Например, в одной партии бумаг только два упоминания луков и тридцать упоминаний арбалетов. Арбалеты производились серийно из тутового дереа и латуни; оружие 1068 года выпуска со 140 шагов пробивало дерево. Во времена Цинь использовалось до 50 тыс. арбалетов, при Хань их число выросло до нескольких сотен тысяч. Согласно одному историку Дэвиду Графу, ко II веку до н. э. арбалет стал «не чем иным, как стандартным оружием ханьских армий».Чтобы получить квалификацию арбалетчика, солдаты должны были тянуть арбалет «начального уровня» с натяжным весом 76 кг. Каменные резные изображения и картины эпохи Хань также содержат изображения всадников, вооруженных арбалетом.
«Хуайнань-цзы» советует своим читателям не использовать арбалеты на болотах, где будет трудно зарядить оружие с помощью ноги. Завершённое к 94 г. до н. э. Ши цзи  упоминает, что Сунь Бинь победил Пан Цзюаня, устроив ему в битве при Малинге засаду с участием арбалетчиками. В «Книге Хань», завершенной 111 г. н. э., перечислены два военных трактата об арбалете.
Во II веке н. э. Чэнь Инь в Wuyue Chunqiu давал советы по стрельбе из арбалета :

При стрельбе тело должно быть устойчивым, как доска, а голова подвижной, как яйцо [на столе]; левая ступня [вперед] и правая ступня перпендикулярно ей; левая рука как будто опирается на ветку, правая рука как будто обнимает ребенка. Затем возьмитесь за арбалет и посмотрите на врага, задержите дыхание и сглотните, затем выдохните, как только отпустите [стрелу]; таким образом вы будете невозмутимы. Таким образом, после глубокой концентрации две вещи делаются самостоятельно: [стрела] летит и [лук] остается. Когда правая рука нажимает на спусковой крючок [отпуская стрелку], левая рука не должна знать этого. Одно тело, но разные функции [частей], как  хорошо подобранные мужчина и девушка; таково Дао владения арбалетом и точной стрельбы.— Chen Yin
Арбалет был особенно эффективен против кавалерийских атак: он стрелял дальше и сильнее лука хунну, а противник не сможет использовать выпущенные в него болты для своих луков.
В 169 г. до н. э. Чао Цуо заметил, что с помощью арбалета можно было побеждать хунну:

Конечно, в конной стрельбе из лука [с использованием короткого лука] Йи и Ди искусны, но китайцы умеют использовать nu che. Эти экипажи могут быть построены в виде окружённого повозками лагеря, через который кавалерия не может перебраться. Более того, арбалеты могут стрелять болтами на значительном расстоянии и причинять больше вреда [букв. проникают глубже], чем у короткого лука. И снова, если арбалетные стрелы подбираются варварами, у них нет возможности их использовать. К сожалению, в последнее время арбалет пришел в упадок; мы должны тщательно обдумать это ... Сильный арбалет [цзин-ню] и дротики [[[аркбалист]]ы] имеют большую дальность; то, с чем луки гуннов не могут сравниться. Применение острого оружия с длинной и короткой рукоятью дисциплинированной ротой солдат в доспехах в различных комбинациях, включая тренировку арбалетчиков, попеременно продвигающихся [стрелять] и отступающих [заряжать]; это то, с чем гунны даже не могут столкнуться. Войска с арбалетами едут вперед [цай гуань шоу] и стреляют в одном направлении; это то, чему не могут противостоять кожаные доспехи и деревянные щиты гуннов. Затем [конные лучники] спешиваются и идут вперед пешком с мечом и клювом; это то, чего гунны не умеют делать.— Chao Cuo
В 99 г. до н. э. многозарядные арбалеты использовались в качестве полевой артиллерии против атакующей кочевой конницы.
В 180 году нашей эры Ян Сюань использовал приводимый в движение колесами многозарядный арбалет:

... около 180 г. н.э., когда великий защитник Линглинга Ян Сюань попытался подавить мощные повстанческую активность с помощью совершенно неадекватных сил. Янг решил загрузить несколько десятков повозок мешками с известью и установить автоматические арбалеты на другие. Затем, развернув их в боевой строй, он использовал ветер, чтобы врага поглотили и ослепили облака известковой пыли, прежде чем натянуть тряпки на хвосты лошадям, тащившим эти беспилотные артиллерийские фургоны. Направленные на сильно затененный строй врага, их повторяющиеся арбалеты (приводимые в действие сцепкой с колесами) неоднократно стреляли в случайных направлениях, нанося тяжелые потери. В очевидной неразберихе повстанцы яростно открыли ответный огонь в порядке самообороны, уничтожая друг друга до того, как силы Яна подошли и в значительной степени истребили их— Ralph Sawyer
.
Изобретение многозарядного арбалета часто приписывалось Чжугэ Ляну, но на самом деле он не имел к этому никакого отношения. Это заблуждение основано на записи, приписывающей ему усовершенствования данного типа арбалетов.